# Доначка Гора
Доначка Гора (словен. Donačka Gora) — поселення в общині Рогатець, Савинський регіон, Словенія. Висота над рівнем моря: 418,7 м.